# Věčný návrat

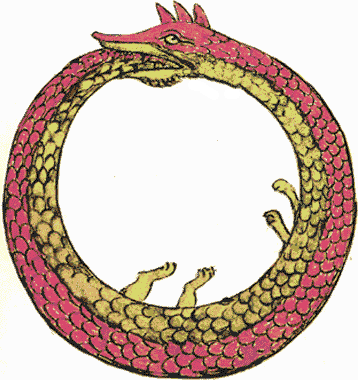
Uroboros

Věčný návrat, také uváděno jako Věčný návrat téhož, je filosofická myšlenka, podle které se celek světa v nekonečném čase opakuje. O věčném návratu se už zmínil Hérakleitos, nejvíce však myšlenku rozšířil do povědomí Friedrich Nietzsche ve svém díle Tak pravil Zarathustra z roku 1883.
Myšlenka věčného návratu svým konceptem odporuje křesťanství, neboť v dosavadní tradici je lidský život kontinuum nedokonalých a pomíjivých okamžiků. Nietzsche však v této teorii nachází kladné a produktivní poznání, podle kterého je člověk vystavěn překážkám, kterým nelze uniknout a které musí překonat. Tím způsobuje jeho zrání.
| „                                                  | Proti paralyzujícímu pocitu všeobecného zániku... jsem vyslovil ideu věčného návratu. | “ |
| — Friedrich Nietzsche, Vůle k moci, aforismus 417. |                                                                                       |   |

Ideji věčného návratu připisuje Nietzsche mimořádný význam. Nesmyslný chaos vznikání vytváří podle Nietzscheho velký, avšak přece konečný počet kombinací, které se znovu opakují v obrovských časových intervalech. Všechno, co se děje nyní, dělo se již dříve mnohokrát a bude se i nadále opakovat.